# Pachnobia morandi
Pachnobia morandi är en fjärilsart som beskrevs av Benjamin 1934. Pachnobia morandi ingår i släktet Pachnobia och familjen nattflyn. Inga underarter finns listade i Catalogue of Life.